# Kamienica Pernusowska w Krakowie
Kamienica Pernusowska (znana także jako Kamienica Filipkowiczowska, Kamienica Hercowska, Kamienica Kmellerowska, Kamienica Rejowska) – zabytkowa kamienica znajdująca się w Krakowie, w dzielnicy I przy ulicy Floriańskiej 4, na Starym Mieście.

## Historia
Kamienica została wzniesiona na początku XIV wieku. W I połowie XVI wieku należała do rodziny Pernusów, w latach 60. XVI wieku do Jana Kmellera, a w latach 70. XVI wieku do Jana Henca. W latach 1590–1593 była własnością Andrzeja Reja. Budynek był wówczas w złym stanie technicznym, o czym świadczy rewizja urzędowa przeprowadzona na zlecenie właściciela w 1590. W I połowie XVII wieku kamienica należała do rodziny Herców. W tym czasie nadbudowano drugie piętro. W połowie XVII wieku była własnością krawca Filipkowicza, a następnie wdowy po nim. Pod koniec tego stulecia popadła w ruinę. Na początku XVIII wieku została wyremontowana przez rodzinę Toroszowiców. W połowie XVIII wieku należała do rajcy Dzianottego, a następnie do kupca Jerzego Straussa. Pomiędzy 1728 a 1776 została przebudowana w stylu klasycystycznym, otrzymując nową fasadę z attyką. W pierwszej ćwierci XIX wieku była własnością Tomasza Birona, a po jego śmierci Jana i Tekli Foxów. W 1828 przeprowadzono rewizję, która udokumentowała zły stan budynku. W 1832 kamienica została wyremontowana przez Jana Kuderskiego, a jej oficynę nakryto nowym włoskim dachem. Na przełomie XIX i XX wieku na parterze budynku mieścił się sklep zegarmistrzowski, prowadzony przez Władysława Bojarskiego, a następnie jego syna Marcelego. W latach 1908–1912 kamienica została przebudowana oraz nadbudowana o trzecie piętro.
15 czerwca 1967 kamienica została wpisana do rejestru zabytków. Znajduje się także w gminnej ewidencji zabytków.

## Architektura
Kamienica ma cztery kondygnacje. Jej obecny wygląd jest efektem przebudowy z początku XX wieku. Fasada, o trzech osiach, posiada bogatą eklektyczną dekorację. Na pierwszym piętrze okno w środkowej osi ozdobione jest dwoma kolumnami w porządku korynckim, girlandami, monogramem z inicjałami właściciela Marcelego Bojarskiego oraz trójkątnym frontonem, a okna skrajnych osi – girlandami, maszkaronami i gzymsami. Na drugim piętrze okno w środkowej osi ozdobiono maszkaronem i trójkątnym, niedomkniętym frontonem, a okna skrajnych osi – maszkaronami i girlandami. Okna trzeciego piętra posiadają najskromniejszą dekorację, ograniczoną do kluczy i gzymsów podokiennych. Kamienicę wieńczy szeroki gzyms koronujący.
Z wcześniejszych etapów ewolucji budynku zachowało się przejście z sieni na podwórze oraz sufit jednego z pokoi frontowych, ozdobiony gipsową sztukaterią m.in. rozetami i girlandami.